# Neuseeländische Hockeynationalmannschaft der Herren
Die neuseeländische Hockeynationalmannschaft der Herren ist das Team der New Zealand Hockey Federation, dass Neuseeland auf internationalen Turnieren vertritt. Sie besiegte Australien im olympischen Finale 1976. Damit wurde Neuseeland der erste Olympiasieger, der weder aus Asien noch aus Europa stammte.
Aktuell (Juni 2025) steht die Nationalmannschaft in der Weltrangliste auf dem Feld auf Rang 9 und in der Halle auf Rang 18.

## Teilnehmer

### Olympische Spiele
- 1956 – Platz 6
- 1960 – Platz 5
- 1964 – nicht teilgenommen
- 1968 – Platz 7
- 1972 – Platz 9
- 1976 – Gold
- 1984 – Platz 7
- 1988 – nicht teilgenommen
- 1992 – Platz 8
- 2000 – nicht teilgenommen
- 2004 – Platz 6
- 2008 – Platz 7
- 2012 – Platz 9
- 2016 – Platz 7
- 2020 – Vorrunde
- 2024 – Vorrunde

### Weltmeisterschaften
- 1973 – Platz 7
- 1975 – Platz 7
- 1978 – nicht angetreten
- 1982 – Platz 7
- 1986 – Platz 9
- 1990/1994 – nicht angetreten
- 1998 – Platz 10
- 2002 – Platz 9
- 2006 – Platz 8
- 2010 – Platz 9
- 2014 – Platz 7
- 2018 – Platz 9
- 2023 – Platz 7

### Champions Trophy
- 1978 – Platz 4
- 1979–1982 – nicht teilgenommen
- 1983 – Platz 6
- 1984 – Platz 5
- 1985–2003 – nicht teilgenommen
- 2004 – Platz 6
- 2005–2009 – nicht teilgenommen
- 2010 – Platz 6
- 2011 – Platz 4
- 2012 – Platz 7
- 2014, 2016 – nicht teilgenommen

### Champions Challenge
- 2003 – Platz 4
- 2007 – Silber
- 2009 – Gold
- 2014 – Platz 5

### Commonwealth Games
- 1998 – Vorrunde
- 2002 – Silber
- 2006 – Platz 5
- 2010 – Bronze
- 2014 – Platz 4
- 2018 – Silber